# Vol Olympic Airways 954
Le 8 décembre 1969, un Douglas DC-6B assurant le vol Olympic Airways 954 s'est écrasé sur une montagne près de Keratéa, en Grèce. Les 85 passagers et 5 membres d'équipage sont tous mort dans l'accident.
Le crash du vol 954 était, à l'époque, l'accident aérien le plus meurtrier de l'histoire de l'aviation grecque, jusqu'au crash du vol Helios Airways 522 survenu près de trente-six ans plus tard. Il s'agit également du pire accident aérien impliquant un Douglas DC-6, ainsi que du crash le plus meurtrier de l'histoire d'Olympic Airways.

## Accident
Le vol 954 était un vol intérieur régulier reliant La Canée, en Crète, à Athènes. Au moment de l'accident, les conditions météorologiques étaient mauvaises, caractérisées par de fortes pluies et des vents violents dans la région d'Athènes.
Alors qu'il était en phase d'approche vers l'aéroport international d'Hellinikon et que son train d'atterrissage était encore rétracté, le DC-6 a percuté à grande vitesse le versant d'une montagne, Páneion Óros, à une altitude d'environ 2 000 pieds (609 m),située près de la balise non directionnelle (NDB) du Cap Sounion, ne laissant aucun survivants parmi les 90 occupants de l'appareil.

## Cause de l'accident
Il a été estimé que l'équipage du vol 954 a dévié de la bonne trajectoire, alors qu'il a tenté d'éviter une vaste zone orageuse le long de la trajectoire d'approche, et est également descendu sous la base des nuages, en dessous de l'altitude minimale de sécurité (MDA) lors d'une approche de type ILS, en tentant d'établir le contact visuel avec la piste de l'aéroport.